# Nasoteket

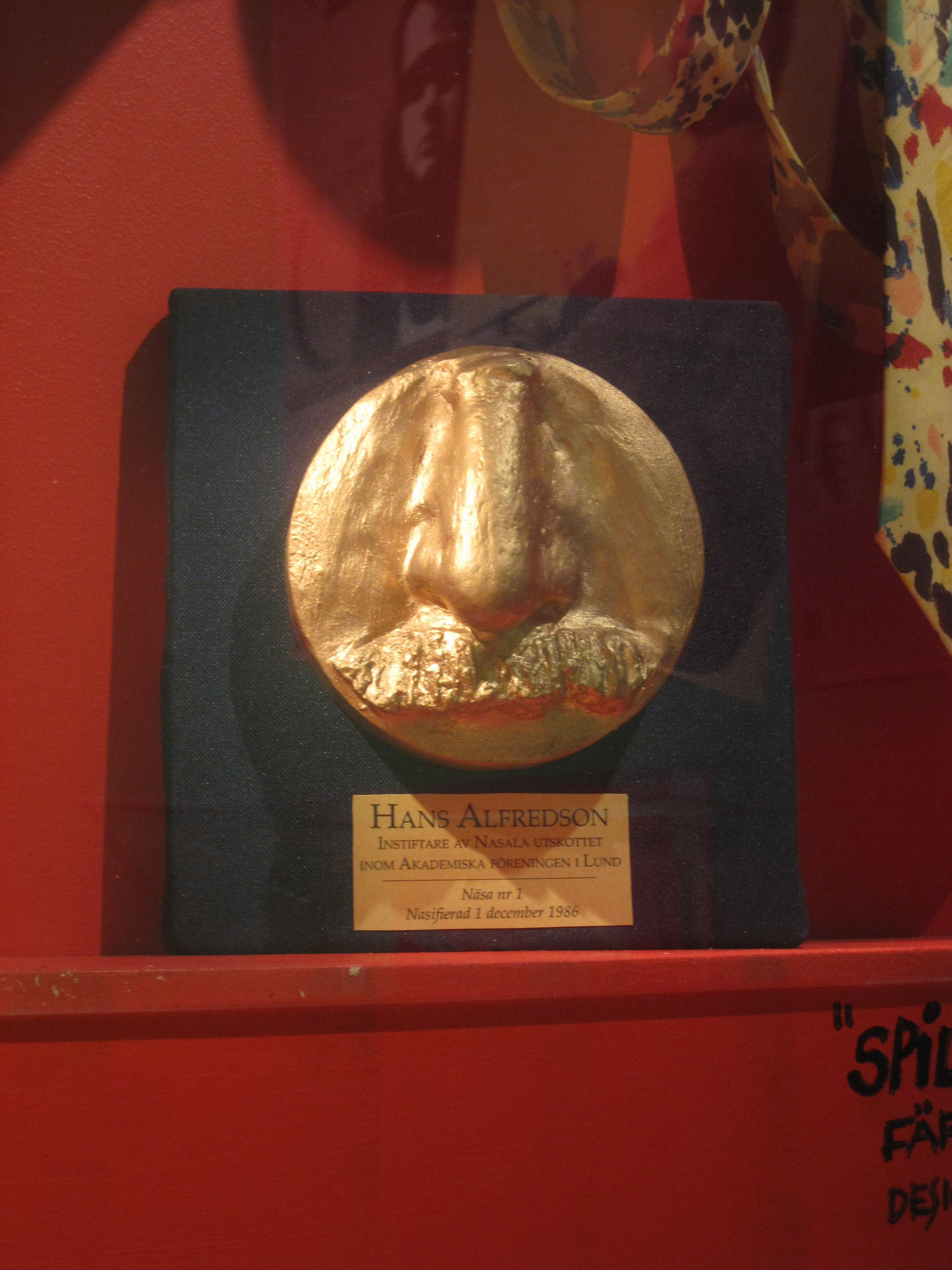
Nasotekets initiativtagare var Hans Alfredson vars egen näsa utgör nummer 1 i samlingen av avgjutningar. En förgylld kopia av denna (bilden) finns på Hasse och Tage-museet i Tomelilla.

Nasoteket är en "särskild inrättning" inom Akademiska Föreningen (AF) i Lund bestående av en samling gipsavgjutningar av "särskilt förtjänta" (i regel med lundensisk koppling) personers näsor. Samlingen förvaltas av det så kallade Nasala utskottet inom AF.

## Historik
Nasoteket föddes som idé den 29 november 1986 då Hans Alfredson i samband med AF:s Siste November-festligheter installerades som en av föreningens hedersledamöter. I sitt tacktal lanserade Alfredson tanken att man som en modern fortsättning på den namnfris över stora akademiska namn som sitter i AF:s Stora Sal skulle kunna hänga upp en samling näsavgjutningar i taket i samma förenings Lilla Sal. Denna skulle med tiden komma att antaga formen av en droppstensgrotta där äldre generationers akademiker kunde räcka "lång näsa" åt de unga novischerna.
Återkommen till Stockholm gick Alfredson från ord till handling och lät på Dramaten gjuta av sin egen samt två gamla spexkumpaners från 1950-talet  – Hugo Hagander och Lars Olson – näsor och skicka ned dessa till AF. Föreningen svarade med att utse en särskild arbetsgrupp, vilket den siste april 1987 ledde till det formella konstituerandet av Nasala utskottet ("NASA") och samlingen Nasoteket. Samtidigt företogs de första lokala "nasifieringarna" av lundalegendaren Folke "Spuling" Lindh, läkaren och spexaren Jan Wirén samt dåvarande Rector Magnificus Håkan Westling.
Den 1 december 1987 kunde den officiella invigningen av Nasoteket äga rum under ledning av den ovannämnde Håkan Westling. Hans Alfredson högtidstalade Om näsan, och konstaterade därvid bland annat att "redan de gamla grekerna hade näsor".
I juni 2016 utnämnde den brittiska tidningen The Guardian Nasoteket till en av Europas 10 "mest udda attraktioner och evenemang".

## Nasala utskottet och dess verksamhet
Ansvaret för skötsel och utveckling av Nasoteket ligger på det så kallade Nasala utskottet. Utöver den grundläggande avgjutningsverksamheten ägnar sig utskottet åt diverse olika aktiviteter kring nasala ting, i regel utmärkta av en varierande blandning av humor och seriositet. Bland annat har man producerat ett antal skrifter ("Acta Nasologica") med kortare och längre uppsatser kring ämnen som exempelvis "Näsan i litteraturen", "Frihetsgudinnans näsa" et cetera. Enskilda medlemmar av utskottet samt inbjudna utomstående förmågor har också författat ett antal "nasala doktorsavhandlingar" (se litteraturlista nedan), vilka under parodisk-solenna former ventilerats inom den "nasologiska fakulteten" varvid förre universitetsrektorn – Rector Imperfectum – Håkan Westling har agerat promotor. 
Nasala utskottet har också vid ett flertal tillfällen medverkat i arrangemanget "Näsans dag" på Vin & sprithistoriska museet i Stockholm.

## Placering

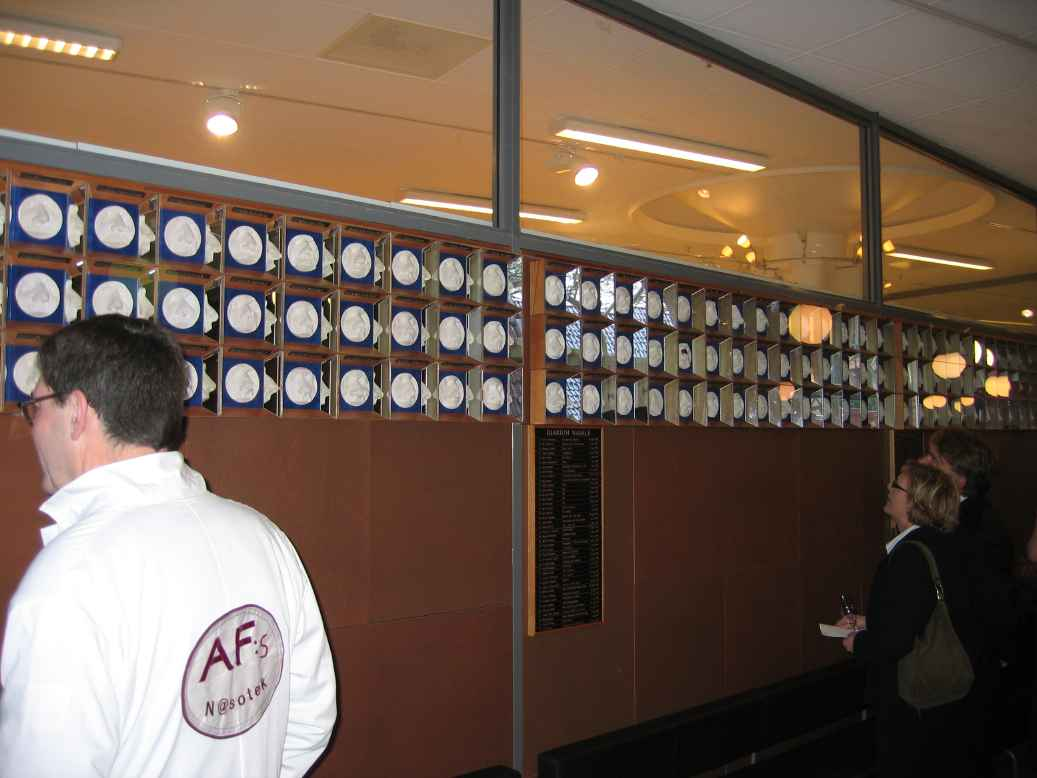
Nasoteket på Café Athen

Nasoteket har, allt eftersom samlingen vuxit, förvarats på olika platser i AF-borgen. I många år var det placerat i det så kallade Tornrummet, men flyttades i anslutning till Siste November-festligheterna 2005 ner till specialtillverkade skåp i det då nyöppnade Café Athen.

## Nasifieringsprocessen

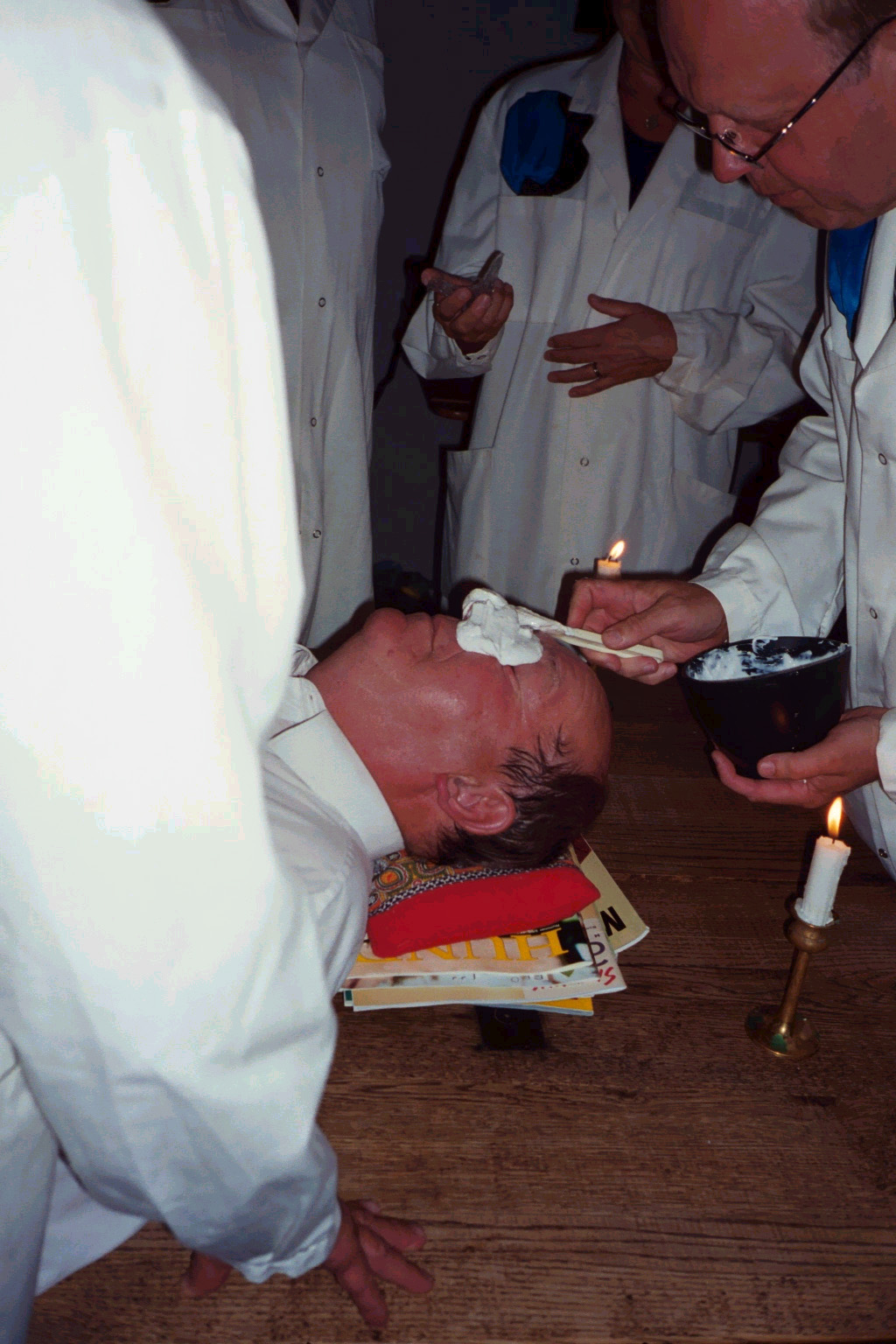
Nasifiering
– avgjutning näsa 106, Sasse von Vultée.

Beslut om nasifiering fattas av Nasala utskottet i sin helhet alternativt av dess arbetsutskott – Executiven. Beslutet hålls ytterst hemligt fram till nasifieringstillfället, vilket skall komma som en total överraskning för den utvalda personen. Själva avgjutningen får gärna äga rum under offentliga eller semioffentliga former, och exempelvis har många nasifieringar skett under AF:s traditionella Siste april- och Siste november-tillställningar, men också i samband med till exempel karnevaler, spexföreställningar och studentaftnar. Nasala utskottets ledamöter dyker vid dessa tillfällen oväntat upp iförda vita rockar med utskottets emblem, allehanda regalier (fana, levande ljus et cetera).  
Vid avgjutningen - som leds av Nasala utskottets så kallade "Trynemästare" (jämför Trydemästaren!) - används materialet alginat för att skapa en negativ gjutform av den utvaldes näsa. Från denna framställs sedan en positiv kopia i gips. Efter genomförd nasifiering erhåller den utvalda personen en stärkande cognac, får skriva in sitt namn (och rita sin näsa) i det så kallade Diarium nasale (eller "Första Nosebok", numera – p.g.a. överteckning – konverterad till "Andra Nosebok") och erhåller utskottets kavajnål föreställande ett par näsvingar. Dessutom erhåller den nasifierade även ett ex av Nasala Utskottets Arbetsordning ("stadgar") samt dess sångbok "Nasalmboken".
Vid årsskiftet 2017/2018 uppgick antalet "nasifierade" personer till 184 varav 38 kvinnor (39 om man räknar med den fiktiva gestalten prinsessan Uarda). Dessa spänner över allt från lokalt kända unga spexare och studentlivsprofiler till nationella celebriteter med lundarötter, såsom exempelvis förre statsministern Ingvar Carlsson, förra justitieministern Gun Hellsvik, Kvitt eller dubbelt-domaren Ingvar Holm, TV-underhållarna Stellan Sundahl, Johan Wester och Anders Jansson, fysikdocenten Hans-Uno Bengtsson, måltidsprofilen Carl Jan Granqvist, Sveriges första kvinnliga ärkebiskop Antje Jackelén, första kvinnliga biskop Christina Odenberg samt Sveriges första astronaut Christer Fuglesang. Här finns även avgjutningar av näsor tillhörande flera av Lunds universitetsrektorer och dessutom samtliga karnevalsgeneraler sedan 1954. 
Nasala utskottet har även vid ett antal tillfällen nasifierat icke nu levande personer, företrädesvis från statyer. Exempel på sådana nasifierade är Esaias Tegnér, Tycho Brahe, Johan Henrik Thomander, Carl von Linné, Fritiof Nilsson Piraten och Sten Broman. Till de mest originella avgjutningarna i samlingen hör dock en näsa som inte ens är mänsklig; det rör sig om nosen på en klassisk skånsk "rögad" ål! Dessutom finns även "den okända näsan" i samlingen.
En fullständig förteckning över nasifierade med tidpunkt för avgjutandet och motiveringar eller epitet finns under Lista över nasifierade i AF:s Nasotek.

## Benålning

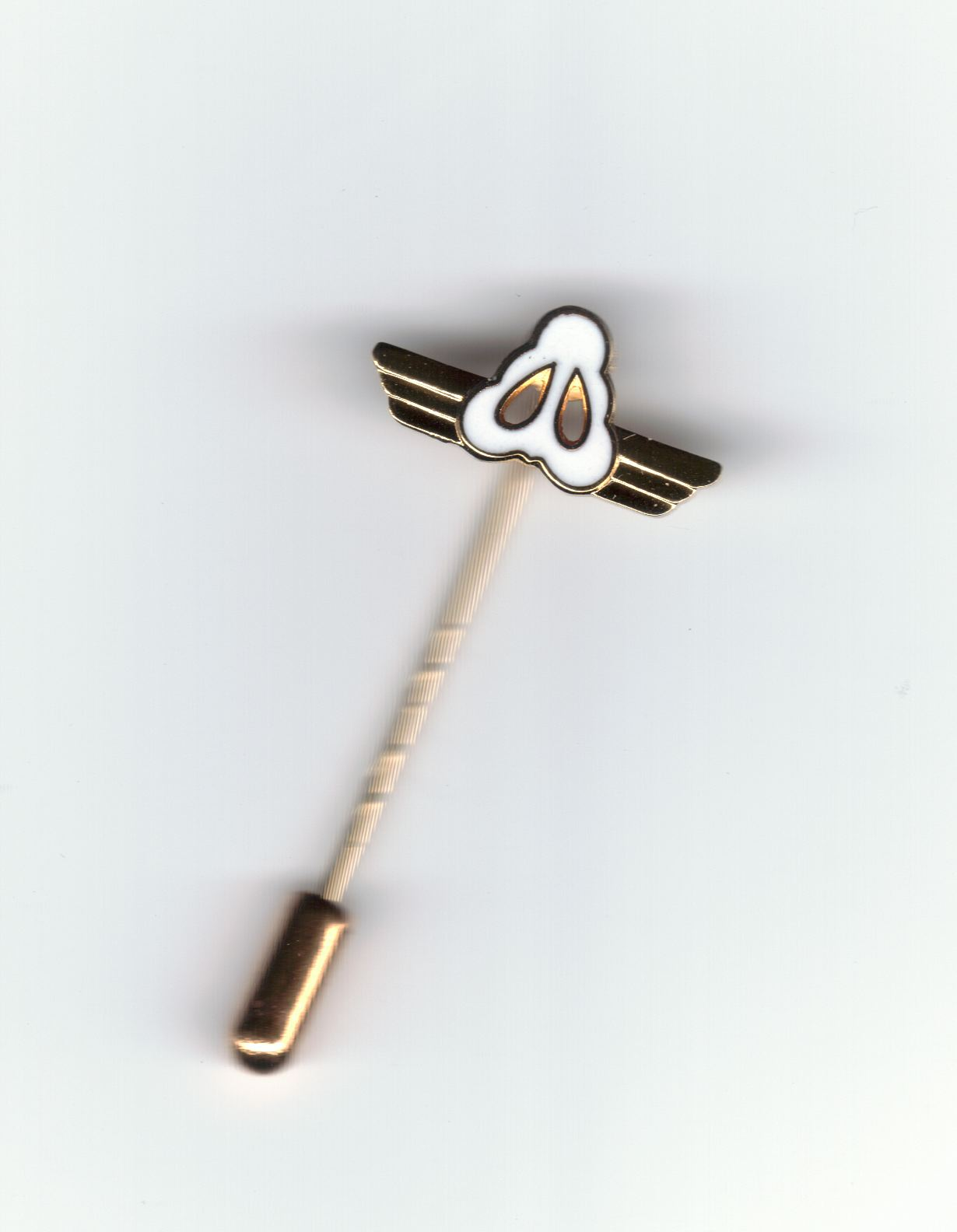
Nasala utskottets kavajnål

Som ett komplement till nasifiering infördes lagom till Nasotekets 20-årsjubileum den sista november 2007 en ny form av hedersbevisning, så kallad benålning. Den hedrade får då inte sin näsa avgjuten men väl rätt att bära utskottets kavajnål.

## Skrifter utgivna av Nasala utskottet
- Acta Nasologica, del 1-6 (Lund, spridda år 1992-2012)
- Olof Jarlman: Näsan i erotiken (nasologisk avhandling; Lund 1997)
- Christer Liljemark: Näsan i heraldiken (nasologisk avhandling; Lund 2000)
- Carlhåkan Larsén: Näsan i noten (nasologisk avhandling; Lund 2004)
- Lars Malm: Näsan i Konsten – Konsten i Näsan (nasologisk avhandling; Lund 2006)
- Nasalmboken (Nasala utskottets sångbok; Lund 2007)
- Mischa Billing: Näsan i haptiken (nasologisk avhandling; Lund 2011)
- Nils Gunnar Toremalm: Näsan i verkligheten och i politiken (nasologisk avhandling; Lund 2016)
- Göran Bexell: Att lägga näsan i blöt – Studier i nasologi och etik (nasologisk avhandling; Lund 2017)
- Acta Nasologica, Jubileum Supplementum, 350 näsor under 350 år (Lund 2018)